# کنجکاو (عطر)
کنجکاو (به انگلیسی: Curious) یک عطر زنانه توسط بریتنی اسپیرز برای الیزابت آردن، آی‌ان‌سی. است. این محصول اولین عطر قبل از «فانتزی» است که توسط بریتنی اسپیرز مورد تأیید قرار گرفت. طبق گفته‌های اسپیرز، ۵۲ میلیون دلار از این محصول نصیب اسپیرز شد.